# Omsk
Omsk (în rusă Омск) este un oraș din regiunea Omsk, Rusia, cu o populație de circa 1,2 milioane locuitori (în 2014). Distanța între Omsk și Moscova este de 2.700km. Coordonatele sale geografice sunt 54º59’N 73º22’ E. Pe timpul epocii Rusiei imperiale orașul era reședința guvernatorului general al Siberiei Occidentale și, pe urmă, guvernatorului general al Stepelor. Pentru o scurtă perioadă de timp a fost capitala Rusiei pe timpul războiului civil din anii 1918-1919. Omsk este centrul administrativ al cazacilor din Siberia, sediul Episcopiei din Omsk și Tara.

## Așezare geografică
Omskul este așezat pe malul nordic al râului Irtîș la confluența lui cu râul Om, la o altitudine de  87 metri. Prin oraș trece Calea ferată transsiberiană.

## Istorie

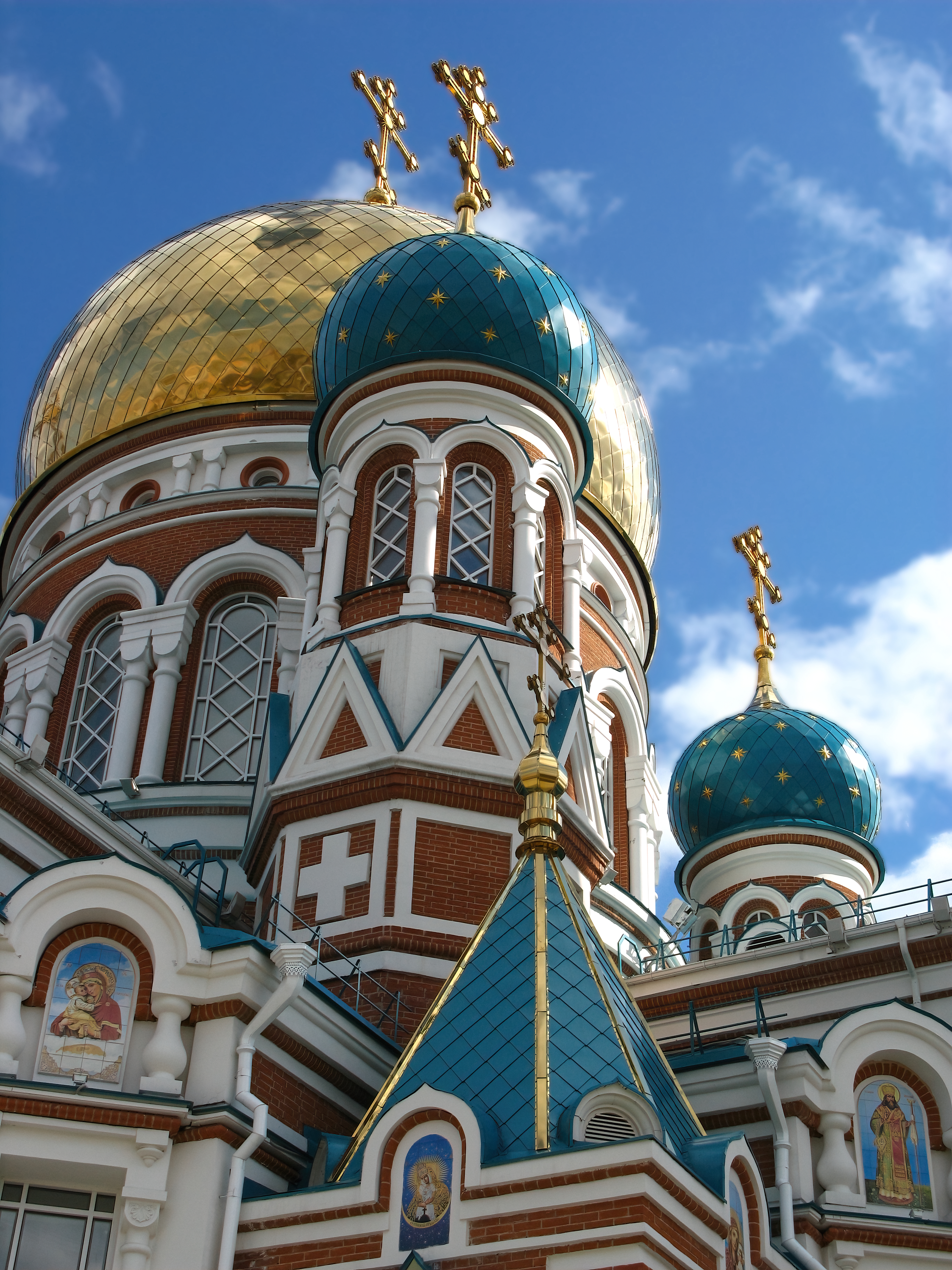
Catedrala din Omsk

În 1716 se construiește o fortăreață de lemn pentru a apăra și a stabili influența rusă în stepele asiatice amenințate de către mongoli. La sfârșitul secolului, Omskul era locul cel mai fortificat din Siberia. În perioada următoare aici s-a înființat o închisoare unde au ajuns mulți oameni celebri, printre care și Fiodor Dostoievski. În cea de-a doua jumătate a secolului XIX guvernul Siberiei Occidentale a fost mutat de la Tobolsk la Omsk, care a devenit capitală. Calea ferată a ajuns la Omsk, în 1894, și împreună cu râul navigabil dinspre China și Asia Centrală au dus la dezvoltarea economică a orașului. Pe timpul războiului civil, amiralul Kolceak, ajutat de rezerva imperială de aur, care era depozitată în Omsk, a ridicat o armată de 400.000 bărbați, între ei găsindu-se și mulți cazaci. Guvernul sovietic a mutat capitala Siberiei Occidentale în Novonikolaevsk, azi Novosibirsk, ceea ce a dus la pierderea a numeroase activități culturale.

## Clima
| Date climatice pentru Omsk                    | Date climatice pentru Omsk | Date climatice pentru Omsk | Date climatice pentru Omsk | Date climatice pentru Omsk | Date climatice pentru Omsk | Date climatice pentru Omsk | Date climatice pentru Omsk | Date climatice pentru Omsk | Date climatice pentru Omsk | Date climatice pentru Omsk | Date climatice pentru Omsk | Date climatice pentru Omsk | Date climatice pentru Omsk |
| Luna                                          | Ian                        | Feb                        | Mar                        | Apr                        | Mai                        | Iun                        | Iul                        | Aug                        | Sep                        | Oct                        | Nov                        | Dec                        | Anual                      |
| --------------------------------------------- | -------------------------- | -------------------------- | -------------------------- | -------------------------- | -------------------------- | -------------------------- | -------------------------- | -------------------------- | -------------------------- | -------------------------- | -------------------------- | -------------------------- | -------------------------- |
| Maxima medie °C (°F)                          | −12 (10)                   | −10.3 (13,5)               | −2.5 (27,5)                | 9.1 (48,4)                 | 19.0 (66,2)                | 23.9 (75)                  | 25.3 (77,5)                | 22.7 (72,9)                | 15.9 (60,6)                | 8.1 (46,6)                 | −3.7 (25,3)                | −9.8 (14,4)                | 7,1 (44,8)                 |
| Media zilnică °C (°F)                         | −16.3 (2,7)                | −15 (5)                    | −7.3 (18,9)                | 3.7 (38,7)                 | 12.5 (54,5)                | 18.0 (64,4)                | 19.6 (67,3)                | 16.9 (62,4)                | 10.4 (50,7)                | 3.5 (38,3)                 | −7.3 (18,9)                | −13.8 (7,2)                | 2,1 (35,8)                 |
| Minima medie °C (°F)                          | −20.5 (−4.9)               | −19.4 (−2.9)               | −12 (10)                   | −1 (30,2)                  | 6.3 (43,3)                 | 12.0 (53,6)                | 14.2 (57,6)                | 11.6 (52,9)                | 5.7 (42,3)                 | −0.3 (31,5)                | −10.5 (13,1)               | −17.9 (−0.2)               | −2,7 (27,1)                |
| Minima istorică °C (°F)                       | −45.1 (−49.2)              | −45.5 (−49.9)              | −41.1 (−42.0)              | −25.5 (−13.9)              | −12.9 (8,8)                | −3.1 (26,4)                | 2.1 (35,8)                 | −1.7 (28,9)                | −7.6 (18,3)                | −28.1 (−18.6)              | −41.2 (−42.2)              | −44.7 (−48.5)              | −45,5 (−49,9)              |
| Precipitații mm (inches)                      | 23 (0.91)                  | 18 (0.71)                  | 17 (0.67)                  | 21 (0.83)                  | 35 (1.38)                  | 51 (2.01)                  | 66 (2.6)                   | 54 (2.13)                  | 37 (1.46)                  | 30 (1.18)                  | 34 (1.34)                  | 29 (1.14)                  | 415 (16,34)                |
| Umiditate [%]                                 | 80                         | 77                         | 76                         | 65                         | 54                         | 60                         | 67                         | 69                         | 70                         | 74                         | 81                         | 81                         | 71                         |
| Nr. mediu de zile ploioase                    | 1                          | 1                          | 3                          | 9                          | 15                         | 16                         | 17                         | 18                         | 17                         | 12                         | 5                          | 1                          | 115                        |
| Nr. mediu de zile cu ninsoare                 | 27                         | 24                         | 17                         | 8                          | 2                          | 0.2                        | 0                          | 0                          | 1                          | 10                         | 21                         | 27                         | 137                        |
| Ore însorite                                  | 68.2                       | 126.0                      | 182.9                      | 234.0                      | 285.2                      | 318.0                      | 322.4                      | 248.0                      | 180.0                      | 105.4                      | 72.0                       | 62.0                       | 2.204,1                    |
| Sursa nr. 1: Pogoda.ru.net                    |                            |                            |                            |                            |                            |                            |                            |                            |                            |                            |                            |                            |                            |
| Sursa nr. 2: Hong Kong Observatory (sun only) |                            |                            |                            |                            |                            |                            |                            |                            |                            |                            |                            |                            |                            |

## Personalități născute aici
- Innokenti Annenski (1855 - 1909), scriitor;
- Mihail Vrubel (1856 - 1910), pictor;
- Iuri Titov (n. 1935), gimnast;
- Vladimir Veber (n. 1941), fotbalist, antrenor;
- Ghennadi Komnatov (1949 - 1979), ciclist;
- Vera Krasnova (n. 1950), sportivă la patinaj viteză;
- Vladimir Iumin (1951 - 2016), sportiv la lupte libere;
- Marina Bazanova (1962 - 2020), handbalistă;
- Eteri Gvazava (n. 1969), soprană;
- Andrei Korneev (1974 - 2014), înotător;
- Dmitri Lîkin (n. 1974), trăgător de tir;
- Margarita Breitkreiz (n. 1980), actriță germană;
- Eduard Kunz (n. 1980), pianist;
- Irina Ceașcina (n. 1982), gimnastă;
- Olga Graf (n. 1983), sportivă la patinaj viteză;
- Evghenia Kanaeva (n. 1990), gimnastă;
- Vitalina Bațarașkina (n. 1996), trăgătoare de tir.